# Schönfuß-Röhrling
Der Schönfuß-Röhrling oder Dickfuß-Röhrling (Caloboletus calopus, Syn.: Boletus calopus) ist eine Pilzart aus der Familie der Dickröhrlingsverwandten (Boletaceae).

## Merkmale

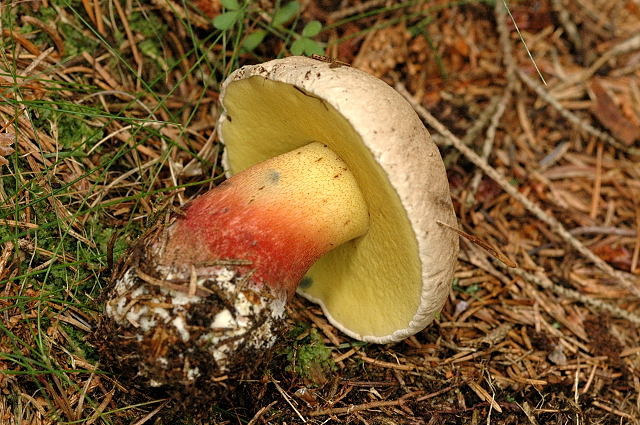
Junger Fruchtkörper des Schönfuß-Röhrlings mit Blick auf die gelbe Röhrenschicht auf der Hutunterseite

Der Schönfuß-Röhrling bildet in Hut und Stiel gegliederte, große Fruchtkörper mit einer Hutbreite von 5–20, in Ausnahmefällen bis 25 cm. Der Hut ist halbkugelig bis polsterförmig und wird auch bei älteren Exemplaren nicht flacher, die Färbung der Hutoberseite kann von lehmbraun bis milchkaffefarben reichen, auch hell- bis bräunlichgraue, seltener rötlich bis olivbraune Exemplare sind möglich. Jung ist die Hutoberfläche fein samtig-filzig, sie wird im Alter kahler. Der Stiel wird etwa 5–15 cm lang und 1–4,5 cm dick, er kann schlank bis dick, walzig, keulig oder bauchig sein. An der Spitze ist er gelb gefärbt, unter diesem Bereich schließt sich eine auffallend karminrote Zone an, die durch Sonneneinwirkung verblassen kann, die Stielbasis ist bräunlich gefärbt. Der Stiel ist mit einem relativ groben, hell- bis bräunlichgelben Netz bedeckt. Die Röhrenschicht ist gelb und nimmt bei Sporenreife bald einen Olivton an, die Poren besitzen die gleiche Farbe, sie verfärben sich auf Druck deutlich nach blau. Das weißliche bis hellgelbe, in der Stielbasis oft purpurrötliche Fleisch zeigt bei Bruch oder Anschnitt ebenfalls eine mäßig starke Blauverfärbung, mit Melzers Reagenz reagiert es stark positiv. Das Fleisch schmeckt sehr bitter und ist ohne spezifischen Geruch.

## Ökologie
Wie alle Dickröhrlinge bildet auch der Schönfuß-Röhrling Mykorrhiza mit Bäumen, wobei er sowohl mit Laub- als auch Nadelbäumen vergesellschaftet sein kann. Für Baden-Württemberg wurden Gemeine Fichte und Rotbuche als häufigste Partnerbäume gefunden, gefolgt von Kiefern. Entsprechend der Art der Mykorrhiza-Partner kommt der Schönfuß-Röhrling in Fichten-Tannenwäldern sowie verschiedenen Buchenwäldern vor. Bezüglich des Bodens sind seine Ansprüche gering, wobei saure gegenüber neutralen und basischen Böden bevorzugt werden. Die Art ist hauptsächlich in höheren Lagen der Mittelgebirge verbreitet, in tieferen Lagen ist sie sehr selten. Sie erscheint von Juli bis Dezember. 

## Verbreitung
Es handelt sich offenbar um eine europäische Pilzart, die vom Mittelmeergebiet bis nach Nordeuropa verbreitet ist, jedoch hauptsächlich in der gemäßigten Zone vorkommt und montane Gebiete bevorzugt.

## Bedeutung
Der Schönfuß-Röhrling schmeckt stark bitter und gilt als leicht giftig, er kommt daher als Speisepilz nicht in Frage.